# Saison 2016 de l'équipe cycliste Marlux-Napoleon Games
La saison 2016 de l'équipe cycliste Marlux-Napoleon Games est la dixième de cette équipe.

## Préparation de la saison 2016

### Arrivées et départs
| Arrivées     | Équipe 2015    |
| ------------ | -------------- |
| Johan Jacobs | Lares-Doltcini |

| Départs                | Équipe 2016                  |
| ---------------------- | ---------------------------- |
| Jim Aernouts           | Telenet-Fidea                |
| Tim Merlier            | Crelan-Vastgoedservice       |
| Angelo Van Den Bossche | Home Solution-Anmapa-Soenens |

## Coureurs et encadrement technique

### Effectif
| Cycliste               | Date de naissance | Nationalité | Équipe 2015           |  |
| ---------------------- | ----------------- | ----------- | --------------------- |  |
| Angelo De Clercq       | 10 décembre 1991  | Belgique    | Sunweb-Napoleon Games |  |
| Johan Jacobs           | 1er mars 1997     | Suisse      | Lares-Doltcini        |  |
| Thomas Joseph          | 6 décembre 1996   | Belgique    | Sunweb-Napoleon Games |  |
| Kevin Pauwels          | 12 avril 1984     | Belgique    | Sunweb-Napoleon Games |  |
| Elias Van Hecke        | 19 mars 1996      | Belgique    | Sunweb-Napoleon Games |  |
| Yorben Van Tichelt     | 12 juillet 1994   | Belgique    | Sunweb-Napoleon Games |  |
| Dieter Vanthourenhout  | 20 juin 1985      | Belgique    | Sunweb-Napoleon Games |  |
| Michael Vanthourenhout | 10 décembre 1993  | Belgique    | Sunweb-Napoleon Games |  |
| Klaas Vantornout       | 19 mai 1982       | Belgique    | Sunweb-Napoleon Games |  |
| Gianni Vermeersch      | 19 novembre 1992  | Belgique    | Sunweb-Napoleon Games |  |

## Bilan de la saison

### Victoires
| Date | Course | Pays | Classe | Vainqueur |
| ---- | ------ | ---- | ------ | --------- |